# جون هانس كريبس
جون هانس كريبس (بالإنجليزية: John Hans Krebs)‏ (و. 1926 – 2014 م) هو سياسي، ومحامي أمريكي، ولد في برلين، كان عضوًا في الحزب الديمقراطي، توفي في فريسنو، كاليفورنيا، عن عمر يناهز 88 عاماً.

## مناصب
تولى منصب عضو مجلس النواب الأمريكي
.

## التعليم
تعلم في جامعة كاليفورنيا، بركلي، وتعلم في جامعة كاليفورنيا، كلية هاستينغز للحقوق
.